# Phú Lâm, Tiên Du
Phú Lâm là một xã thuộc huyện Tiên Du, tỉnh Bắc Ninh ở miền Bắc Việt Nam.

## Địa lý

### Tự nhiên
Phú Lâm là một xã có địa hình tương đối bằng phẳng, thấp và trũng so với các địa phương xung quanh. Đặc biệt, với diện tích 12,16 km² Phú Lâm là đơn vị hành chính cấp xã có diện tích tự nhiên lớn nhất huyện Tiên Du và lớn thứ hai tỉnh Bắc Ninh (chỉ xếp sau xã Phú Hòa, huyện Lương Tài với 13,24 km²).
Sông Ngũ Huyện Khê (một nhánh của sông Đuống tách ra ở địa phận huyện Đông Anh, thành phố Hà Nội) chảy theo hình cánh cung qua cả 5 thôn của xã, lần lượt từ thôn Ân Phú cho đến thôn Tam Tảo. Các thôn đều nằm hoàn toàn bên hữu ngạn con sông này. Qua đó, dòng sông là ranh giới tự nhiên ngăn cách xã với huyện Yên Phong và thành phố Bắc Ninh.

### Địa giới
Xã nằm ở cực bắc huyện Tiên Du và giáp ranh với 3 đơn vị hành chính cấp huyện khác của tỉnh là thành phố Bắc Ninh, thành phố Từ Sơn và huyện Yên Phong.
Cụ thể:
- Phía bắc giáp xã Long Châu, huyện Yên Phong
- Phía đông bắc giáp xã Đông Phong, huyện Yên Phong
- Phía đông giáp phường Phong Khê, thành phố Bắc Ninh
- Phía đông nam giáp thị trấn Lim
- Phía nam giáp thị trấn Lim và xã Nội Duệ
- Phía tây nam giáp phường Tương Giang, thành phố Từ Sơn
- Phía tây giáp phường Tam Sơn, thành phố Từ Sơn
- Phía tây bắc giáp xã Trung Nghĩa, huyện Yên Phong

## Lịch sử
- Theo bản dịch sách "Đồng Khánh địa dư chí" của GS Ngô Đức Thọ và các cộng sự ở Viện Hán Nôm thì trong thời phong kiến, lãnh thổ Phú Lâm hiện nay thuộc tổng Mân Xá, huyện Yên Phong, phủ Từ Sơn, trấn Kinh Bắc. Năm 1822, vua Minh Mạng đổi trấn Kinh Bắc thành trấn Bắc Ninh. Năm 1831, nhà vua thực hiện cải cách hành chính trên cả nước: bãi bỏ cấp trấn, thành lập tỉnh Bắc Ninh. Đến thời Đồng Khánh (giai đoạn 1885 – 1889) vẫn được duy trì như trước; tổng Mân Xá, huyện Yên Phong lúc đó có 13 xã, thôn trực thuộc: trong đó 5 làng hiện nay của Phú Lâm chính là 5 xã thống hạt của tổng Mân Xá xưa.
- Theo một số ghi chép khác thì khoảng đầu thập niên 1900, tổng Mân Xá nhập thêm Đông Mai, Yên Từ (Tam Sơn) và Ngô Khê của Trâm Khê làm 2 tổng mới là tổng Phong Quang và tổng Ân Phú (bao gồm xã Phú Lâm và Tương Giang hiện nay).[4]
- Sau Cách mạng tháng Tám năm 1945 thành công, các đơn vị hành chính cấp tổng và cấp phủ bị chính quyền cách mạng xóa bỏ, cấp xã được mở rộng hơn, nhỏ hơn cấp tổng trước đây nhưng bao gồm một số làng, xóm và có sự thay đổi.
- Năm 1952, xã Phú Lâm được thành lập với 5 thôn trực thuộc như hiện nay là Ân Phú, Giới Tế, Đông Phù, Vĩnh Phục và Tam Tảo. Phú Lâm lúc đó là một xã trực thuộc huyện Yên Phong, tỉnh Bắc Ninh.[5]
- Ngày 14 tháng 3 năm 1963, Hội đồng Chính phủ ra Quyết định số 25/QĐ về việc sáp nhập hai huyện Tiên Du và Từ Sơn để thành lập huyện Tiên Sơn, đồng thời hai xã Đông Thọ và Văn Môn được chuyển sang huyện Yên Phong, hai xã Tương Giang và Phú Lâm của huyện Yên Phong được chuyển về huyện Tiên Sơn.[6]
- Ngày 09 tháng 8 năm 1999, Chính phủ ban hành Nghị định số 68/1999/NĐ-CP về việc chia tách hai huyện Tiên Sơn, Gia Lương thì Phú Lâm được tách về huyện Tiên Du.[7]

Từ đó đến nay, xã Phú Lâm vẫn giữ nguyên địa giới hành chính và trực thuộc huyện Tiên Du, tỉnh Bắc Ninh.

## Dân số
Ngoài diện tích, Phú Lâm cũng là đơn vị hành chính cấp xã có dân số đông nhất huyện Tiên Du.
- Theo số liệu của cuộc Tổng điều tra dân số và nhà ở năm 1999 thì tính đến 0h ngày 1 tháng 4 năm 1999, dân số của toàn xã Phú Lâm là 12.447 người.[2] Vào tháng 7/2008, trong một cuộc phỏng vấn với phóng viên của báo Bắc Ninh, Chủ tịch UBND xã lúc đó là ông Nguyễn Tiến Văn cho biết toàn xã có trên 3.300 hộ với 14.886 nhân khẩu.[8] Trong một cuộc tiếp xúc khác với báo chí vào tháng 7/2017, ông Nguyễn Văn Thắng đang là Chủ tịch UBND xã cho biết, xã có 5 thôn với 5.247 hộ, 17.000 nhân khẩu.[9]
- Hơn nữa, trên địa bàn xã còn có khá đông người lao động từ địa phương khác đến thuê trọ và làm việc tại các khu, cụm công nghiệp trên địa bàn như Cụm công nghiệp Phú Lâm, Khu công nghiệp Tiên Sơn khiến dân số cơ học của xã khá chênh lệch với dân số bản địa.

## Hành chính
Phú Lâm hiện nay có 5 làng (thôn) bao gồm: làng Ân Phú, làng Giới Tế, làng Đông Phù, làng Vĩnh Phục, làng Tam Tảo.

### Ân Phú
- Thôn Ân Phú là thôn ở cực Bắc của xã, tại đây người dân vẫn lưu truyền chuyện về ngài Minh Nhược, con thứ 16 của vua Hùng, về đây hướng dẫn nhân dân dựng làng, dựng xóm, sinh cơ lập nghiệp.

### Giới Tế
- Thôn Giới Tế còn có tên là làng Rừng Mành, hiện nay vẫn còn dấu tích bụi tre ngà do Thánh Gióng đánh giặc Ân rơi xuống.[cần dẫn nguồn]
- Thôn Giới Tế hiện nay có 3 xóm là xóm Đông, xóm Tây và xóm Giữa.[note 1]

### Đông Phù
- Thôn Đông Phù có tên là Trại Trù, sau là Trại Phù do giúp Cao Lỗ đánh Triệu Đà.
- Thôn Đông Phù hiện nay có 5 xóm là xóm Đông Thịnh, xóm Trong Làng, xóm Ngõ Dọc, xóm Trại Dọc và xóm Trại Cốc.

### Vĩnh Phục
- Thôn Vĩnh Phục xưa có tên Phúc Trang Trại, có Mộc Lang sức học tinh thông, võ nghệ tài giỏi, theo Hai Bà Trưng đánh quân Đông Hán (Hậu Hán).

### Tam Tảo

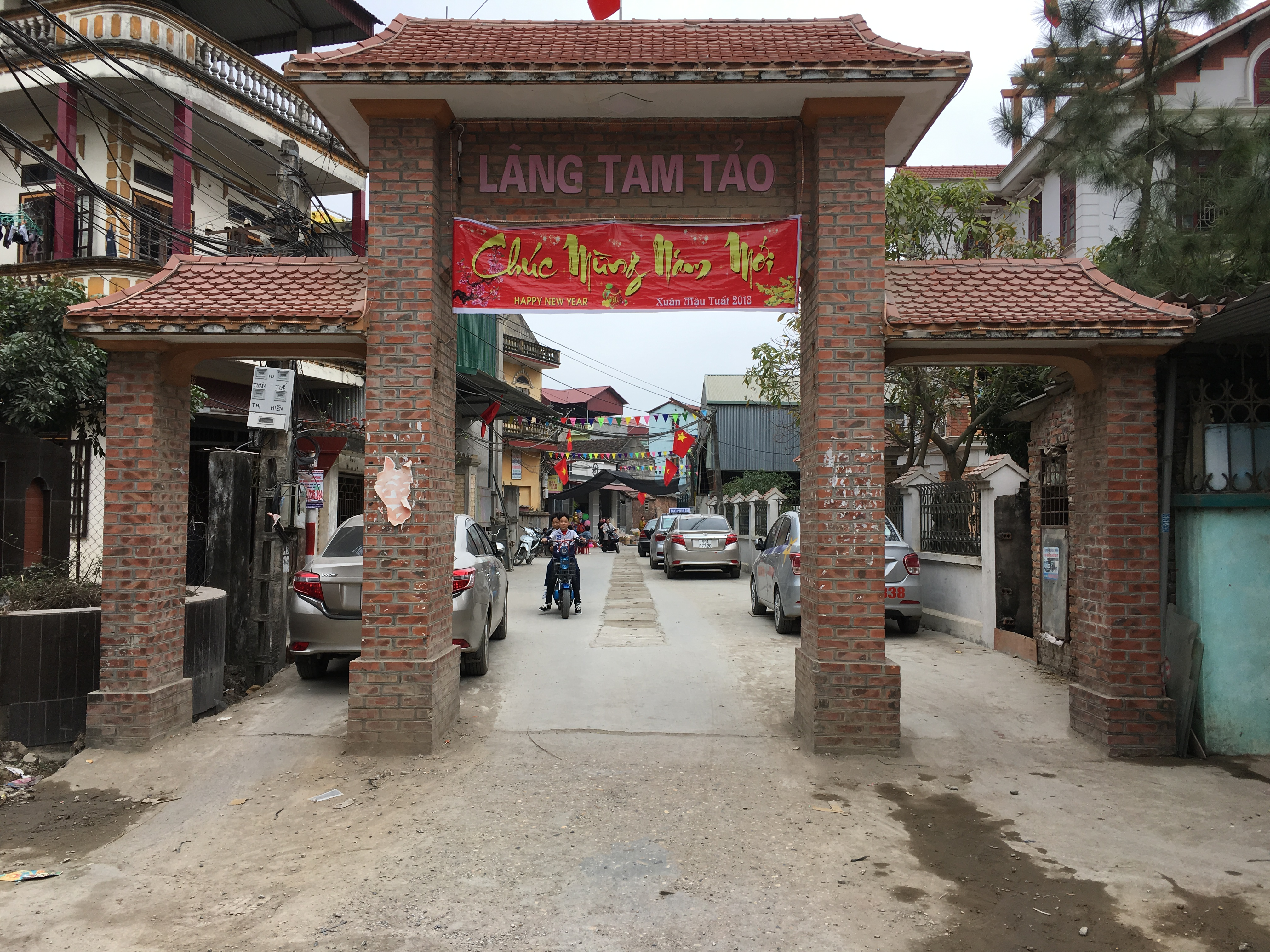
Cổng làng Tam Tảo được trang trí banderole (băng rôn) vào dịp Tết Nguyên đán Mậu Tuất 2018

- Thôn Tam Tảo có tên gọi là trang Tam Tảo từ thời Hùng Vương. Tam Tảo trước đây còn có tên làng Rừng, vì nơi đây ngập nước, lau sậy, cây cối mọc um tùm, đi lại trong mùa nước lớn hầu hết bằng thuyền, bởi thế dân gian có câu "Gạo Hồi Quan, thuyền nan Tam Tảo".
- Thôn Tam Tảo có 8 xóm: xóm Hạ Giang, xóm Ấp Vang, xóm Đầu Làng, xóm Gốc Thị, xóm Cầu Mới, xóm Đầu Đình, xóm Giếng Chùa,[note 2] xóm Miễu. Đứng đầu mỗi xóm có một người giữ vai trò là Trưởng xóm do nhân dân các xóm trực tiếp bầu nên. Ngoài ra, trong cuộc sống giao tiếp hàng ngày ở Tam Tảo còn một khái niệm khác là xóm Lớn, thực chất đây không phải là một đơn vị hành chính của thôn và cũng chưa từng có người nào giữ vai trò là Trưởng xóm Lớn mà là do vị trí của 4 xóm Đầu Làng, xóm Gốc Thị, xóm Cầu Mới, xóm Đầu Đình nằm cạnh nhau nên ranh giới không tách biệt rõ ràng như 4 xóm còn lại nên được gọi chung là xóm Lớn để phân biệt với bốn xóm còn lại của thôn.
- Thôn có một hợp tác xã dịch vụ nông nghiệp là Hợp tác xã Dịch vụ Nông nghiệp và Điện năng Tam Tảo. Dựa trên sự chia xóm của thôn Tam Tảo, Ban Quản trị của Hợp tác xã đã chia các hộ gia đình thành 10 đội sản xuất cụ thể như sau:

| Đội | Tên xóm        | Ghi chú |
| --- | -------------- | --- |
| 1   | Xóm Hạ Giang   | Trưởng xóm thường được chọn ra từ một trong hai người làm Đội trưởng Đội sản xuất                                                         |
| 2   | Xóm Hạ Giang   | Trưởng xóm thường được chọn ra từ một trong hai người làm Đội trưởng Đội sản xuất                                                         |
| 3   | Xóm Ấp Vang    | |
| 4   | Xóm Đầu Làng   | Trong giao tiếp hàng ngày tại địa phương thường gọi chung khu vực của 4 xóm này là: xóm Lớn, đồng trong, trong làng hay đơn giản là làng. |
| 5   | Xóm Gốc Thị    | Trong giao tiếp hàng ngày tại địa phương thường gọi chung khu vực của 4 xóm này là: xóm Lớn, đồng trong, trong làng hay đơn giản là làng. |
| 6   | Xóm Cầu Mới    | Trong giao tiếp hàng ngày tại địa phương thường gọi chung khu vực của 4 xóm này là: xóm Lớn, đồng trong, trong làng hay đơn giản là làng. |
| 7   | Xóm Đầu Đình   | Trong giao tiếp hàng ngày tại địa phương thường gọi chung khu vực của 4 xóm này là: xóm Lớn, đồng trong, trong làng hay đơn giản là làng. |
| 8   | Xóm Giếng Chùa | |
| 9   | Xóm Miễu       | Trưởng xóm thường được chọn ra từ một trong hai người làm Đội trưởng Đội sản xuất                                                         |
| 10  | Xóm Miễu       | Trưởng xóm thường được chọn ra từ một trong hai người làm Đội trưởng Đội sản xuất                                                         |

- Do xóm Hạ Giang được người dân làng Tam Tảo lập lên từ hơn 200 năm nay nên khi nhân dân trên làng làm đình mới (năm 1815) đã rỡ đình cũ chuyển xuống xóm Hạ Giang để nhân dân xóm Hạ Giang thờ vọng Thành hoàng làng Đức Phụ Quốc vương; Minh Phúc Hoàng Thái hậu; hai anh em Đào Đạt, Đào Minh tướng quân, do vậy nhân dân xóm Hạ Giang đã lấy ngày 10 tháng 9 âm lịch làm Hội lệ của xóm Hạ Giang thuộc thôn Tam Tảo.[5]

#### Kết chạ Phong Tảo – Xuân Dục
Làng Tam Tảo có tục kết nghĩa với làng Xuân Dục, xã Yên Thường, tổng Yên Thường, huyện Đông Ngàn, phủ Từ Sơn, trấn Kinh Bắc (nay thuộc xã Yên Thường, huyện Gia Lâm, thành phố Hà Nội). Truyền rằng, năm Ất Hợi (1815), làng Tam Tảo chuyển gỗ theo đường sông Thiên Đức (sông Đuống ngày nay) về để dựng đình, đến đoạn sông ở Xuân Dục thì mắc cạn, không thể đi được. Các già làng vào đình Xuân Dục lễ thần, sau đó được dân làng Xuân Dục ra giúp sức để đưa bè gồ ra giữa sông. Cảm tạ tấm lòng của dân làng Xuân Dục, làng Tam Tảo xin nhận làm anh em kết nghĩa. Từ đó, nhân dân hai làng đều tôn trọng gọi nhau bằng anh.
Suốt 2 thế kỷ qua, 2 làng vẫn luôn thực hiện các hoạt động nhằm gắn bó, vun đắp cho tình anh em đó. 
- Hiện nay ở làng Tam Tảo đã đặt tên đoạn đường từ Chợ Tam Tảo đi qua đình đến xóm Miễu là đường Xuân Phong, còn ở làng Xuân Dục cũng đã đặt tên đoạn đường qua đình làng là đường Phong Xuân.[note 3]
- Mặt khác, để tô điểm thêm cho tình anh em keo sơn gắn bó thì quần chúng nhân dân yêu văn thơ của 2 làng đã cùng nhau sáng tác tập thơ: Thắm tình Xuân - Phong, tập thơ đã được viết bổ sung nhiều lần (tính đến năm 2009 là tập thứ 3).
- Hàng năm, mỗi khi đến dịp hội làng của Tam Tảo thì dân anh Xuân Dục ngoài việc cử các đoàn đại biểu, các cụ cao niên đến tham dự và chia vui không khí lễ hội với dân làng thì còn có các đoàn nghệ thuật của đoàn viên thanh niên thôn Xuân Dục từ Gia Lâm về Tam Tảo tham gia biểu diễn cùng với Chi Đoàn thanh niên thôn Tam Tảo. Hay mỗi khi trong Tam Tảo có giải bóng đá thiếu niên của thôn đều cố gắng mời dân anh Xuân Dục cử đội đại diện tham dự.
- Ngày 22/09/2015 thôn Tam Tảo tổ chức đêm diễn nghệ thuật Kỷ niệm 200 năm kết chạ Phong Tảo – Xuân Dục. Về tham dự có các đồng chí lãnh đạo huyện Tiên Du, Phòng Văn hóa - Thông tin huyện, Trung tâm Văn hóa - Thể thao huyện, các đồng chí lãnh đạo xã, các vị chức sắc, các cụ hai giới và đông đảo nhân dân trong địa phương tham gia.[11]

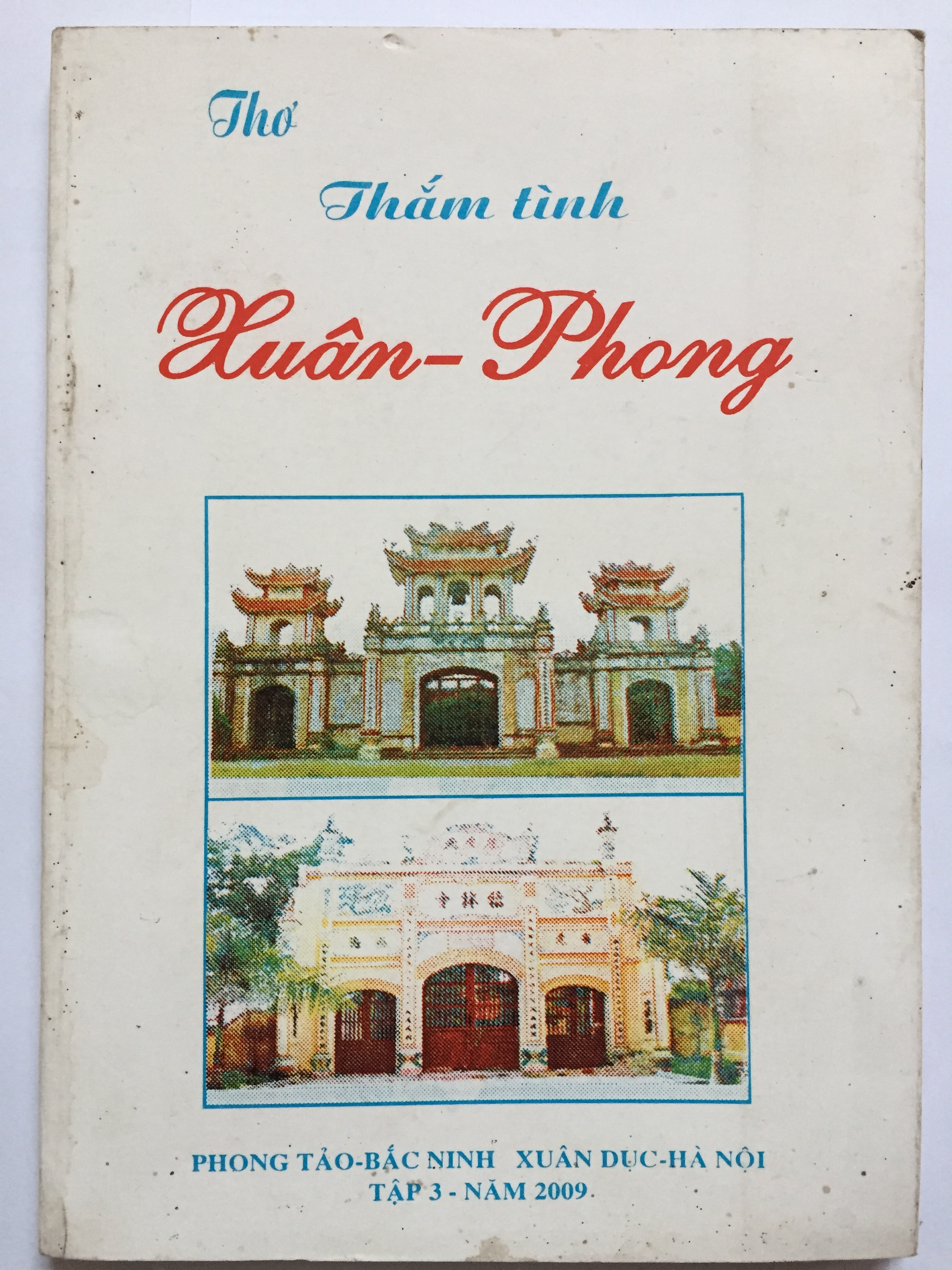
Thắm tình Xuân - Phong 2009: Trang bìa
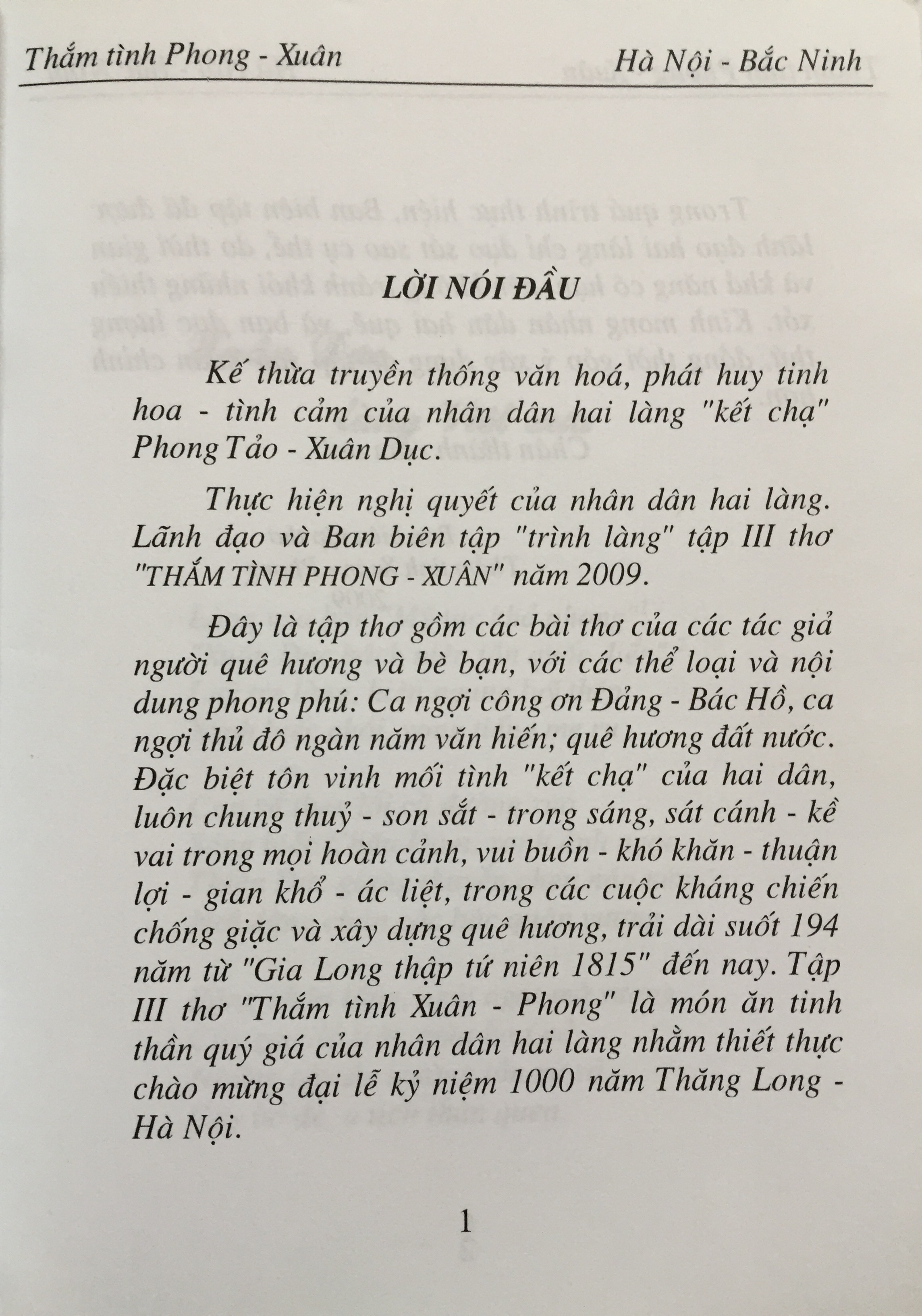
Thắm tình Xuân - Phong 2009: Lời nói đầu
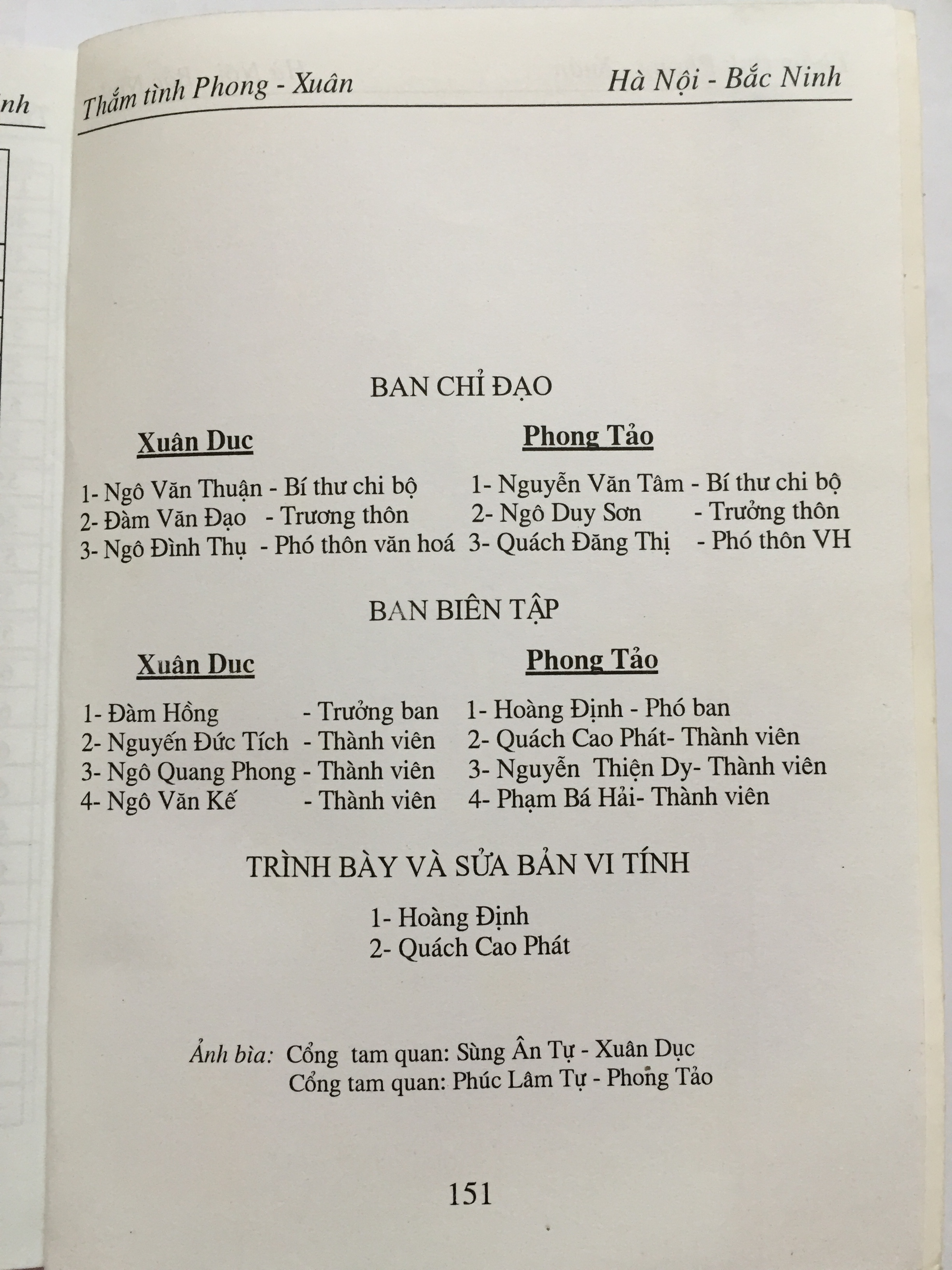
Thắm tình Xuân - Phong 2009: Ban biên soạn

## Kinh tế - Xã hội
- Theo Nghị quyết Đại hội Đảng bộ xã lần thứ XVII năm 2010 thì trong giai đoạn 2005 – 2010, tổng thu từ nông nghiệp trên địa bàn xã ước đạt 75 triệu đồng/ha, vượt 24,4 triệu đồng/ha so với kỳ Đại hội trước. Tổng thu từ công nghiệp, tiểu thủ công nghiệp và dịch vụ trên địa bàn ước đạt 250 tỷ đồng/năm.[12]
- Theo Nghị quyết Đại hội Đảng bộ xã lần thứ XVIII năm 2015: Trong sản xuất nông nghiệp, năng suất lúa bình quân hàng năm đạt 53 tạ/ha; giá trị sản xuất nông nghiệp tăng từ 54 triệu đồng/ha năm 2010 lên 95,99 triệu đồng/ha năm 2014. Các dự án kinh tế trang trại và hoa cây cảnh vẫn phát triển ổn định, tổng thu đạt từ 500 đến 600 triệu đồng/ha, đạt 133% kế hoạch. Chăn nuôi phát triển ổn định, thu từ chăn nuôi và nuôi trồng thủy sản đạt trên 220 tỷ đồng, đạt 127% chỉ tiêu nghị quyết đại hội đề ra. Chương trình xây dựng nông thôn mới được quan tâm chỉ đạo, đã hoàn chỉnh quy hoạch mạng lưới điểm dân cư nông thôn trong toàn xã và đã hoàn thành 13/19 tiêu chí trong Bộ tiêu chí xã nông thôn mới theo Quyết định số 491/2009/QĐ–TTg của Thủ tướng Chính phủ.[13]
- Năm 2016, Phú Lâm cùng với bốn xã khác của huyện Tiên Du được công nhận đạt chuẩn xã nông thôn mới.[9][14] Qua đó, góp phần vào thành tích chung giúp huyện Tiên Du được công nhận đạt chuẩn huyện nông thôn mới năm 2016 với việc đạt 10/10 tiêu chí huyện nông thôn mới theo Quyết định số 558/2016/QĐ–TTg của Thủ tướng Chính phủ.[14][15][16][17]
- Từ tháng 4 năm 2017, nhân dân trên địa bàn xã đã bắt đầu được sử dụng hệ thống nước sạch cung cấp đến tận hộ gia đình của Công ty Cổ phần An Thịnh (một doanh nghiệp tư nhân có trụ sở ở xã Tương Giang, thị xã Từ Sơn) với giá khởi điểm 7 nghìn đồng/m³

### Nông nghiệp: Nổi tiếng nhờ cây cảnh
- Lúa nước là cây lương thực được trồng chủ yếu ở trong xã, tập trung nhiều nhất ở thôn Tam Tảo. Ngoài ra, một số loại cây khác như cà chua, khoai tây, cải bắp (bắp cải), su hào, dưa chuột (dưa leo),... cũng được nhân dân ở thôn Ân Phú và xóm Miễu, thôn Tam Tảo trồng chuyên canh vào vụ đông để phục vụ nhu cầu tiêu dùng trong địa phương.
- Xã Phú Lâm hiện nay rất nổi tiếng với nghề trồng hoa, cây cảnh, tập trung chủ yếu ở thôn Giới Tế. Nghề trồng hoa, cây cảnh ở Giới Tế ban đầu được gây dựng từ đầu thập niên 1990,[8][18] đến nay thì hoa, cây cảnh Giới Tế đã trở thành một thương hiệu được nhiều người trong và ngoài tỉnh biết đến rộng rãi.
  - Đặc biệt, sau khi Dự án quy hoạch phát triển vùng sản xuất cây cảnh xã Phú Lâm được huyện Tiên Du triển khai thực hiện tại thôn Giới Tế càng làm cho vùng trồng hoa cây cảnh của Phú Lâm phát triển sâu rộng. Đến năm 2012, sau 5 năm thực hiện dự án, diện tích chuyển đổi từ trồng lúa sang trồng hoa cây cảnh là 47,89 ha nâng tổng số diện tích trồng hoa cây cảnh là 74,55 ha.[19] Trong đó, đáng chú ý có một số hộ gia đình mạnh dạn đầu tư như: gia đình ông Đỗ Khắc Nô - bà Đỗ Thị Ngọc sở hữu một khu sinh thái rộng 7.000 m²[20][21] hay gia đình ông Nguyễn Ngọc Huy - bà Đỗ Thị Mơ, đã bỏ nhiều tỷ đồng đầu tư xây dựng khu nhà lưới hơn 2.000 sau này mở rộng lên 4.000 m² trồng hoa lan các loại...[22][23]
  - Hiện tại ở Giới Tế có nhiều loại hoa, cây cảnh quý như hoa lan rừng, hoa lys (loa kèn), và các loại cây lộc vừng, cau vua, sanh, si, sung... được trồng phổ biến phục vụ nhu cầu chơi sinh vật cảnh hàng ngày và đặc biệt là thời điểm Tết của nhân dân trong và ngoài địa phương...[19]
- Ngoài ra, mô hình trang trại nông nghiệp VAC (Vườn Ao Chuồng) của cố GS Từ Giấy khởi xướng cũng đã được phát triển ở trong xã từ lâu nhưng do nhiều nguyên nhân mà hiệu quả kinh tế đem lại từ mô hình này chưa thực sự cao so với kỳ vọng, nhiều hộ gia đình làm VAC vẫn phải làm thêm nghề khác để mưu sinh.[cần dẫn nguồn]
- Việc cấp thoát nước tưới tiêu cho nông nghiệp trên địa bàn xã được thực hiện bởi hệ thống 2 trạm bơm đặt dọc theo hữu ngạn của sông Ngũ Huyện Khê. Theo đó, trạm bơm Phú Lâm 1 đặt tại thôn Vĩnh Phục còn trạm bơm Phú Lâm 2 đặt tại xóm hạ Giang của thôn Tam Tảo, cách trạm bơm Phú Lâm 1 khoảng 2,5 km về phía Đông Nam.
- Đầu năm 2013, xã đã tiến hành dồn điền đổi thửa ở thôn Tam Tảo. Việc làm này đã giảm số thửa ruộng của các hộ gia đình tại thôn từ 8 – 10 thửa chỉ còn từ 2 – 3 thửa. Từ đó, tạo điều kiện cho bà con canh tác tập trung trên các cánh đồng mẫu lớn và giúp việc thực hiện cơ giới hoá nông nghiệp diễn ra thuận lợi hơn khi các thửa ruộng không còn manh mún, nhỏ hẹp. Qua đó góp phần nâng cao năng suất của lao động nông nghiệp tại địa phương.[24]
- Theo Quyết định số 776/QĐ-UBND ngày 29/12/2017 của UBND tỉnh Bắc Ninh về việc Phê duyệt Kế hoạch sử dụng đất năm 2018 của huyện Tiên Du thì xã Phú Lâm có diện tích đất nông nghiệp 824,49 ha. Trong đó chủ yếu là đất trồng lúa 688,79 ha và đất nuôi trồng thủy sản 76,83 ha. Ngoài ra, diện tích đất phi nông nghiệp là 387,46 ha.[25]
- Theo tinh thần của Đề án Rà soát, điều chỉnh quy hoạch phát triển nông nghiệp tỉnh Bắc Ninh đến năm 2025, định hướng đến năm 2030 được ban hành kèm Quyết định số 18/2015/QĐ-UBND của UBND tỉnh thì Phú Lâm tập trung phát triển các vùng sản xuất hoa cây cảnh (Mục 1.5) và nuôi trồng thủy sản tập trung (Mục 3).[26]

### Tiểu thủ công nghiệp: Bước đầu phát triển nghề mộc
- Trước đây, xã có nhiều nghề thủ công truyền thống khác nhau ở các làng như: nghề đan nón lá ở thôn Vĩnh Phục; nghề rèn ở thôn Ân Phú; nghề đóng cối xay thóc ở thôn Đông Phù,[8] nghề dệt vải lụa ở Tam Tảo nhưng hiện nay gần như tất cả đã bị mai một hoàn toàn. Nghề làm mành bằng tre, nứa ở thôn Giới Tế cũng rất đáng chú ý. Trong quá khứ, từng có thời điểm nghề làm mành là nghề chính nuôi sống cả thôn. Hiện nay, do sự phát triển của cuộc sống hiện đại nghề mành không còn phát triển mạnh mẽ như trước nữa nhưng vẫn còn một số gia đình tâm huyết với nghề truyền thống của cha ông.[18]
- Nghề sản xuất gạch bằng lò đốt thủ công ở các thôn Đông Phù, Giới Tế, Ân Phú cũng khá phát triển trước đây. Căn cứ theo Quyết định số 1781/QĐ-UBND do Chủ tịch UBND tỉnh Trần Văn Túy ký ban hành ngày 8 tháng 12 năm 2008 thì xã Phú Lâm cùng với xã Minh Đạo là 2 địa phương của huyện Tiên Du nằm trong quy hoạch vùng sản xuất gạch Tuynel của tỉnh giai đoạn 2008 - 2015.[27] Nhưng từ khi có Quyết định số 567/2010/QĐ-TTg ngày 28 tháng 4 năm 2010 của Thủ tướng Chính phủ do Phó Thủ tướng Hoàng Trung Hải ký ban hành về việc phê duyệt Chương trình phát triển vật liệu xây không nung đến năm 2020 và sau đó là Chỉ thị số 10/2012/CT-TTg ngày 16 tháng 4 năm 2012 của Thủ tướng Chính phủ về việc Tăng cường sử dụng vật liệu xây không nung và hạn chế sản xuất, sử dụng gạch đất sét nung thì nghề làm gạch thủ công ở Phú Lâm đã bị xóa sổ do các lò gạch ở đây chỉ sản xuất theo hướng thủ công là đốt lò gây phát thải nhiều khí CO2, SO2, NxOy... gây ô nhiễm không khí và ảnh hưởng đến mùa màng nông nghiệp.[28][29]
- Hiện nay trên địa bàn xã cũng bắt đầu phát triển nghề mộc, đóng đồ chạm khảm tập trung nhiều ở thôn Đông Phù. Cả làng có trên 100 tổ chạm gỗ mỹ nghệ, tổ ít nhất có 3 người, tổ nhiều nhất có 20 người, thu về mỗi năm cả tỷ đồng. Có mấy hộ mở xưởng mộc, thuê mướn hàng chục thợ giỏi, thu mỗi năm hàng trăm triệu đồng.[30]

### Công nghiệp: Làng nghề tái chế giấy

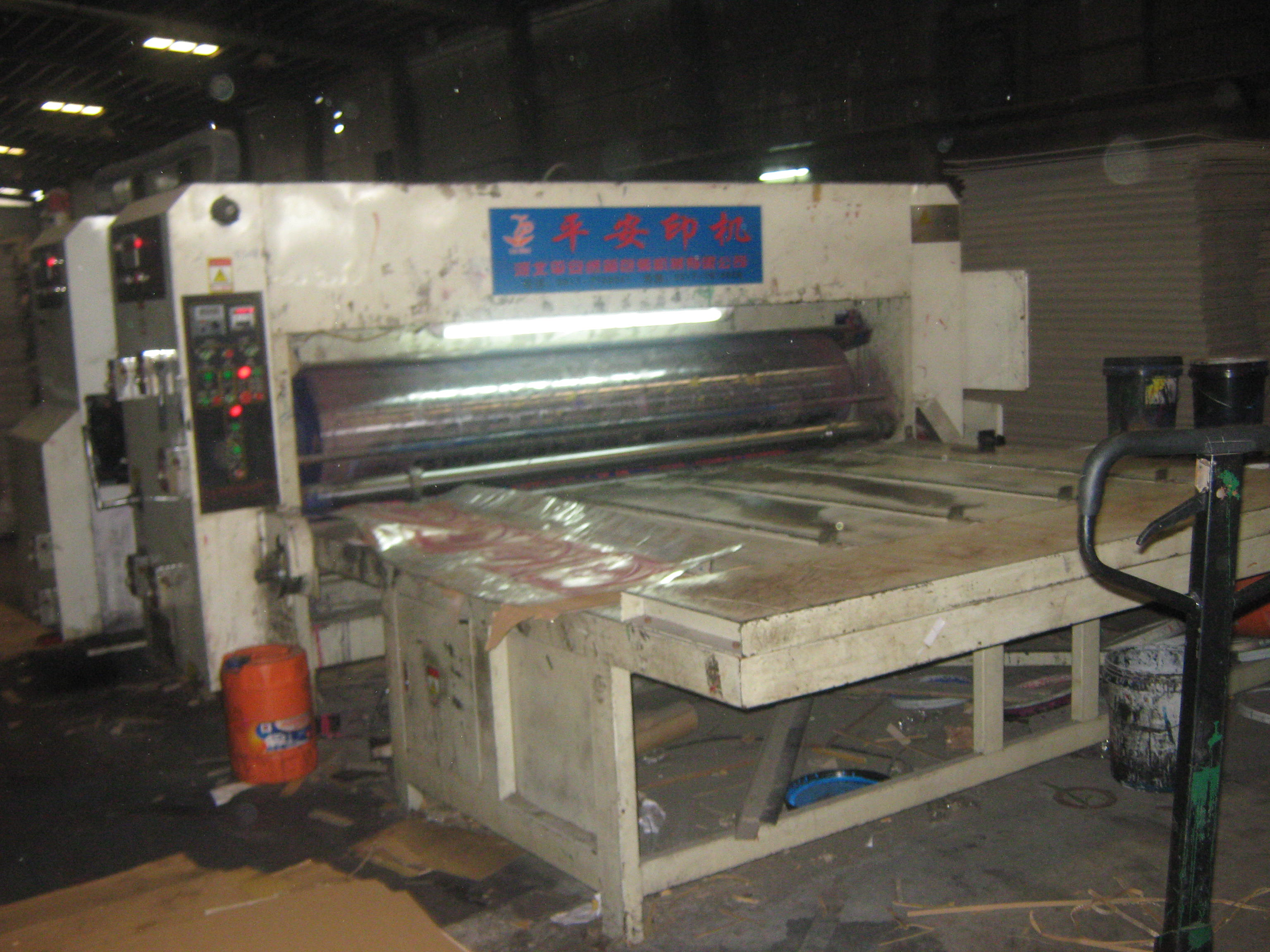
Máy in bao bì carton tại Công ty cổ phần bao bì Thuận Phát. Một doanh nghiệp có trụ sở và xưởng sản xuất ở Cụm công nghiệp Phú Lâm.

- Công nghiệp bắt đầu phát triển mạnh bằng Cụm công nghiệp Phú Lâm nằm ở xóm Hạ Giang của thôn Tam Tảo. Hoạt động chủ yếu của các doanh nghiệp là tái chế giấy và tính đến đầu năm 2010 có khoảng 20 doanh nghiệp cùng sản xuất trong Cụm công nghiệp này.[31] và theo thống kê của Ban quản lý Cụm công nghiệp Tiên Du, tính đến giữa năm 2013 trong cụm có 33 dây chuyền sản xuất giấy với tổng công suất hơn 10.000 tấn/tháng và tạo việc làm ổn định cho 1.200 lao động, tăng 3 dây chuyền và gần 200 lao động so cùng kỳ năm trước.[32] Sự phát triển của cụm công nghiệp Phú Lâm đóng vai trò không nhỏ trong việc giải quyết nhu cầu việc làm cho lực lượng lao động trong xã và các địa phương lân cận, góp phần vào đảm bảo an sinh xã hội cho nhân dân trên địa bàn.

#### Hậu quả ô nhiễm môi trường
- Ảnh hưởng từ sự phát triển mạnh mẽ của cụm công nghiệp Phú Lâm nhưng do chưa chú trọng đến công tác bảo vệ môi trường nên sự ô nhiễm môi trường tại Cụm công nghiệp Phú Lâm đã đến mức báo động. Nước thải và khói bụi từ các doanh nghiệp làm giấy trong cụm công nghiệp được xả thải và phát tán tự do ra môi trường mà không qua xử lý khiến cho tình trạng ô nhiễm ngày càng trầm trọng. Đặc biệt là việc sông Ngũ Huyện Khê bị "đầu độc" một cách công khai bởi nước thải độc hại từ các nhà máy, xí nghiệp thuộc các doanh nghiệp nói trên.[33][34][35][36][37][38][39]
- Đơn cử như Công ty giấy và bao bì Phú Giang, là một doanh nghiệp lớn của tỉnh nhà với hơn 20 năm hoạt động và đã từng được Chủ tịch nước tặng thưởng Huân chương Lao động hạng nhì năm 2012.[40][41] Chiều ngày 5 tháng 11 năm 2013 xưởng sản xuất giấy của công ty này bị đoàn Thanh tra của Bộ Tài nguyên và Môi trường kiểm tra đột xuất và bắt quả tang đang bơm xả trực tiếp một lượng lớn nước thải chưa qua xử lý ra sông Ngũ Huyện Khê.[42] Vụ việc này sau đó đã được phát sóng trên bản tin Thời sự 19h ngày 5 tháng 11 năm 2013 của Đài Truyền hình Việt Nam.[43]

## Giao thông
- Xã Phú Lâm là điểm đầu của đường tỉnh lộ 276 cũ (trước năm 2006 là tỉnh lộ 270[44]) bắt đầu từ thôn Ân Phú rồi lần lượt chạy qua các thôn Giới Tế, Đông Phù, Tam Tảo rồi đến địa bàn thị trấn Lim. Đoạn đường này là mạch giao thông chính phục vụ nhu cầu đi lại của nhân dân và thúc đẩy phát triển kinh tế, xã hội trên địa bàn xã và hầu hết các công trình công cộng quan trọng trong xã đều nằm trên tuyến đường này.
- Năm 2010, Công đoàn Đoạn quản lý đường bộ tỉnh Bắc Ninh phát động cuộc thi Đoạn đường đẹp 2010. Đoạn tỉnh lộ 276 từ Km số 4 đến Km số 14 được Hạt Giao thông Tiên Sơn đăng ký tham dự cuộc thi. Trong đó đoạn từ xã Phú Lâm đi thị trấn Lim là Km 4 - Km 8. Mặc dù dự thi Đường đẹp nhưng sau một thời gian dài dự thi, đoạn đường vẫn chưa thực sự có chuyển biến nhiều, vẫn còn hiện tượng đường lầy lội, mặt đường sụt lún khiến cho việc đi lại của nhân dân khó khăn. Kết quả, đoạn đường này đã về cuối cùng trong những đoạn đường dự thi với một khoảng cách khá xa so với những đoạn đường đoạt giải.[45]
- Căn cứ theo bản Quy hoạch giao thông vận tải tỉnh Bắc Ninh giai đoạn 2010 đến 2020, tầm nhìn 2030 đã được Chủ tịch UBND tỉnh Trần Văn Túy ký phê duyệt tại Quyết định số 28/2011/QĐ-UBND ngày 24 tháng 2 năm 2011 thì tuyến tỉnh lộ 276 cũ sau khi được nâng cấp đảm bảo đủ tiêu chuẩn đường cấp kỹ thuật IV,[note 4] 2 làn xe sau đó đã chuyển địa phương quản lý và xây dựng tuyến tỉnh lộ 276 mới với quy mô xây dựng: đạt cấp kỹ thuật I; hai chiều, mỗi chiều 4 làn xe, hai làn đường phụ song song, mặt cắt rộng 56m (5+5,5+1+15+3+15+1+5,5+5).
- Lộ trình đoạn đi qua Phú Lâm: từ xã Trung Nghĩa, huyện Yên Phong vượt sông Ngũ Huyện Khê bằng cây cầu cùng tên[note 5] sau đó đi vào khu vực cánh đồng thôn Ân Phú gặp TL 276 cũ tại Km số 2, tiếp theo đi vào khu vực cánh đồng ở phía Tây của xã qua các thôn Giới Tế, Đông Phù đến thôn Tam Tảo cắt đường Xuân Phong tại đoạn giữa xóm Miễu và đình Tam Tảo sau đó tiếp tục đi đến khu vực gần trường Tiểu học Phú Lâm 1 sẽ xây dựng nút giao đi Cụm công nghiệp Phú Lâm trước khi đi vào địa phận xã Nội Duệ. Tính đến hết năm 2018, cơ bản đoạn tuyến đi qua địa phận xã đã được xây dựng xong giai đoạn 1 (mặt cắt rộng 16m) và bắt đầu đưa vào sử dụng.
- Ngoài ra, còn một số tuyến khác như tỉnh lộ 277B, tỉnh lộ 295C đã được quy hoạch xây mới trong tương lai cũng đi qua địa phận xã Phú Lâm.
- Mặt khác, trong nội dung bản quy hoạch còn có đề cập đến việc dành quỹ đất để xây dựng cảng cạn ICD Bắc Ninh 2 tại khu vực giáp danh huyện Tiên Du và thành phố Bắc Ninh (Phú Lâm – Võ Cường), diện tích ước khoảng 30 ha để phục vụ cho sự phát triển của hoạt động logistics trên địa bàn tỉnh.

## Giáo dục
Sau nhiều năm phấn đấu, xã đã đạt chuẩn phổ cập giáo dục mầm non cho trẻ 5 tuổi, công tác phổ cập giáo dục tiểu học và phổ cập giáo dục trung học cơ sở đều đạt ở mức độ 3 theo tinh thần của Nghị định 20/2014/NĐ-CP ngày 24 tháng 3 năm 2014. Đặc biệt trong những năm gần đây, chất lượng giáo dục đại trà của toàn xã ổn định qua từng năm, tỷ lệ học sinh khá, giỏi ở các cấp đều tăng dần qua từng giai đoạn. Hàng năm đội tuyển học sinh giỏi văn hóa, TDTT, khoa học kỹ thuật luôn được xếp vào tốp đầu của huyện, tỷ lệ học sinh đỗ vào các trường THPT đạt từ 80 đến 85%.
Các cơ sở giáo dục trên địa bàn xã:
- Trường Trung học cơ sở Phú Lâm: trụ sở nằm trên đường 276 cũ ở thôn Tam Tảo, cạnh chùa Phúc Lâm và nghĩa trang liệt sĩ xã Phú Lâm. Trường được thành lập từ năm 1963, trải qua hơn nửa thế kỷ phấn đấu vì sự nghiệp trồng người, nhà trường đã thực hiện lễ kỷ niệm 55 năm thành lập trường vào dịp ngày Nhà giáo Việt Nam (20/11) năm 2018.[46]
- Trường Tiểu học Phú Lâm 1: trụ sở nằm trên đường 276 cũ ở thôn Tam Tảo, gần đường rẽ đi Cụm công nghiệp Phú Lâm. Trường được thành lập năm 1996 theo Quyết định số 498/QĐTC ngày 5/10/1996 của Giám đốc Sở GD - ĐT tỉnh Hà Bắc.[47]
- Trường Tiểu học Phú Lâm 2: trụ sở nằm trên đường 276 cũ ở thôn Giới Tế.
- Trường Mầm non Phú Lâm 1: phụ trách công tác giáo dục mầm non cho các bé ở địa bàn thôn Tam Tảo. Trước đây có trụ sở chính ở xóm Đầu Đình nay đã được chuyển ra cơ sở mới ở khu Sau Đình, đây là khu đất giãn dân mới được quy hoạch nên rất rộng rãi và khang trang. Ngoài ra, trường còn có thêm 2 cơ sở tại xóm Hạ Giang và xóm Ấp Vang.
- Trường Mầm non Phú Lâm 2: được thành lập ngày 30 tháng 8 năm 2004, trên cơ sở được tách ra từ trường Mầm non Phú Lâm. Khi mới thành lập, trường phụ trách địa bàn bốn thôn: Ân Phú, Giới Tế, Đông Phù, Vĩnh Phục và đặt trụ sở chính ở thôn Giới Tế. Năm 2011, nhà trường đã được chuyển từ trường mầm non dân lập sang trường mầm non công lập, số lớp cũng tăng lên gấp đôi so với năm 2004. Năm 2014, Công ty TNHH Canon Việt Nam đã hỗ trợ xây dựng công trình lớp học và khu phụ trợ nhà vệ sinh cho Điểm trường mầm non thôn Ân Phú của trường Mầm non Phú Lâm 2. Đây là một trong những trường học thuộc dự án Chuỗi trường học hữu nghị Canon năm 2014.[48] Từ sau khi tách ra trường Mầm non Phú Lâm 3, hiện nay trường phụ trách địa bàn 2 thôn Ân Phú và Giới Tế.[49]
- Trường Mầm non Phú Lâm 3: được thành lập ngày 1 tháng 8 năm 2015, trên cơ sở được tách ra từ trường Mầm non Phú Lâm 2. Trường phụ trách địa bàn hai thôn: Đông Phù, Vĩnh Phục và trụ sở chính đặt tại thôn Đông Phù. Trường mới được thành lập nên cơ sở vật chất và trang thiết bị dạy học còn nhiều thiếu thốn và khó khăn.[50]

## Văn hóa

### Lễ hội
Khoảng đầu tháng hai âm lịch hàng năm, Phú Lâm có nhiều lễ hội (cũng gọi là đám) được tổ chức ở quy mô cấp các làng như: 
- Ngày 7 tháng 2, hội làng Giới Tế.
- Ngày 8 tháng 2, hội làng Vĩnh Phục.
- Ngày 10 tháng 2, hội làng Tam Tảo và hội làng Đông Phù tổ chức cùng ngày nhưng tại 2 địa điểm khác nhau.
- Ngày 12 tháng 2, hội làng Ân Phú.

Đối chiếu theo Điều 3, Thông tư số 15/2015/BVHTTDL thì các đám ở Phú Lâm đều là các lễ hội dân gian.
Các hội làng ở Phú Lâm thường được tổ chức theo bố cục 2 phần: 
- Phần lễ là những hoạt động tế lễ, dâng hương, dâng lễ vật với Thành hoàng làng tại đình làng và có thể có những đám rước kiệu, rước lễ quanh làng: ví dụ như hội làng Tam Tảo thường tổ chức thành đoàn rước 5 năm 1 lần hoặc vào những năm có sự kiện đặc biệt. Lộ trình của đoàn rước là bắt đầu từ đình Tam Tảo đi qua chợ Tam Tảo rồi đi theo đường 276 cũ đến chùa Phúc Lâm, tiếp theo đoàn rước đến đền Phụ Quốc sau đó đi vào xóm Miễu và theo đường Xuân Phong để trở về đình Tam Tảo.
- Phần hội thì tùy thuộc vào khả năng và quy mô tổ chức mỗi năm của các làng mà có các trò chơi dân gian như chọi gà, đấu vật, đập niêu, bắt vịt, tổ tôm điếm, bịt mắt bắt dê, cờ tướng,...đặc biệt là chèo thuyền hát giao duyên những câu dân ca quan họ trên ao đình và trong các chòi hát. Vào buổi tối có các đoàn tuồng, chèo,... về biểu diễn phục vụ nhu cầu của nhân dân. Trước kia, làng Ân Phú có đoàn tuồng cổ biểu diễn vào ngày hội làng hàng năm. Hiện nay, đoàn tuồng đã bị giải thể nhưng bù lại các câu lạc bộ Quan họ của các làng đang được phát triển mạnh mẽ so với trước đây.

Trong các lễ hội của Phú Lâm thì hội làng Tam Tảo được tổ chức với quy mô lớn nhất và đông vui nhất.
Ngoài ra, ở thôn Tam Tảo cũng còn 02 lễ hội dân gian khác là hội đền Phụ Quốc ngày 1 tháng 4 âm lịch (giỗ Phụ Quốc vương Trần Quý, ân nhân cứu mạng vua Lý Thái Tổ) ở xóm Miễu và hội xóm Hạ Giang được tổ chức vào ngày 10 tháng 9 âm lịch.

### Di tích
Các khu di tích văn hóa trong xã rất phong phú, một số đã được các cấp quản lý của Trung ương công nhận là di tích lịch sử cấp quốc gia như đình Tam Tảo, đền Phụ Quốc, đình Đông Phù, đình Giới Tế và đình Ân Phú. Trong đó, đình Tam Tảo và đền Phụ Quốc là 2 di tích được công nhận sớm nhất vào năm 1988.
Nguồn: Phòng Văn hóa - Thông tin huyện Tiên Du và Cổng thông tin điện tử tỉnh Bắc Ninh.
| STT | Di tích            | Địa chỉ                      | Cấp      | Số quyết định  | Thời gian  | Chú thích     |
| --- | ------------------ | ---------------------------- | -------- | -------------- | ---------- | ------------- |
| 1   | Đền Phụ Quốc       | Xóm Miễu, thôn Tam Tảo       | Quốc gia | 28/QĐ - BVH    | 18/01/1988 | [ 52 ]        |
| 2   | Đình Tam Tảo       | Xóm Đầu Đình, thôn Tam Tảo   | Quốc gia | 28/QĐ - BVH    | 18/01/1988 | [ 52 ]        |
| 3   | Đình Đông Phù      | Thôn Đông Phù                | Quốc gia | 138/QĐ - BVHTT | 31/01/1992 | [ 52 ] [ 53 ] |
| 4   | Đình Giới Tế       | Xóm Giữa, thôn Giới Tế       | Quốc gia | 295/VH - QĐ    | 12/02/1994 | [ 52 ]        |
| 5   | Đình Ân Phú        | Thôn Ân Phú                  | Quốc gia | 07/QĐ - BVHTT  | 8/3/2005   | [ 52 ]        |
| 6   | Nghè chùa Phúc Lâm | Xóm Giếng Chùa, thôn Tam Tảo | Tỉnh     |                | 3/2016     | [ 54 ]        |
| 7   | Chùa Phúc Lâm      | Xóm Giếng Chùa, thôn Tam Tảo | Tỉnh     |                | 3/2016     | [ 54 ]        |

Một số di tích khác
- Chùa Hưng Phúc, thôn Đông Phù.
- Chùa Phúc Giang, xóm Hạ Giang, thôn Tam Tảo.
- Đền thờ Hai Bà Trưng, xóm Ấp Vang, thôn Tam Tảo.
- Đình Hạ Giang, xóm Hạ Giang, thôn Tam Tảo.

## Thể thao
Phú Lâm là một xã lớn trong vùng nên hoạt động thể thao rất đa dạng và phong phú.
- Tiêu biểu nhất là Đại hội Thể dục Thể thao xã được tổ chức 4 năm một lần (tính đến lần tổ chức năm 2017 là kỳ Đại hội lần thứ VIII).[55] Qua đó tuyển chọn ra các vận động viên ưu tú để chuẩn bị cho Đại hội Thể dục Thể thao huyện Tiên Du. Tại các kỳ Đại hội của huyện, đoàn Phú Lâm luôn là một trong những đoàn nằm ở top đầu của bảng xếp hạng.Ví dụ như ở kỳ Đại hội huyện lần thứ VIII năm 2018 đoàn Phú Lâm xếp thứ 2 trên bảng xếp hạng tổng và đứng thứ nhất toàn đoàn ở Giải phong trào.[56]
- Theo lịch trình trong năm thì vào đầu năm luôn có các các giải vật, giải cầu lông, giải bóng chuyền (nam), giải bóng chuyền hơi (nữ), giải cờ tướng,... được tổ chức lồng ghép trong chương trình của lễ hội của các làng. Đến giữa năm thì thường là lúc tổ chức các hoạt động trại hè thiếu niên, giải bóng đá thiếu niên,... ở cấp thôn, xã.
- Ngoài ra, một số quần chúng nhân dân yêu thể thao ở các làng có thể tự quyên góp kinh phí, nhân lực để thành lập giải đấu giao hữu giữa các lứa tuổi, hoặc giữa các dòng họ trong làng,... ví dụ như Giải vô địch bóng đá các dòng họ thôn Tam Tảo, Giải vô địch bóng đá các lứa tuổi thôn Tam Tảo, Giải cầu lông Hội Người cao tuổi,... và các giải đấu này thường được tổ chức rải rác trong năm.

Từ những tổng thể hoạt động trên làm phong trào TDTT trong quần chúng nhân dân xã ngày càng được phát triển và đẩy mạnh, qua đó khích lệ nhân dân tích cực tham gia rèn luyện, thi đấu thể thao để nâng cao sức khỏe.

## Du lịch
Với tiềm lực là có nhiều di tích lịch sử, văn hóa lại nằm trong vùng dân ca quan họ nên Phú Lâm cũng là một địa điểm du lịch hấp dẫn.
- Từ giữa thập niên 1990, làng Tam Tảo bắt đầu là một làng du lịch nổi tiếng. Về với Tam Tảo, khi du khách dời xe của hãng du lịch sẽ được ngồi trên những chiếc "xe trâu" để đi từ đầu làng đến đình làng Tam Tảo. Ngôi đình cổ kính được xây dựng từ năm 1815 (năm Gia Long thứ 14) này sẽ là nơi chủ yếu dùng để tiếp đón du khách, tại nhà thủy đình của đình Tam Tảo du khách sẽ được thưởng thức những làn điệu quan họ mượt mà, đằm thắm lòng người của những liền anh liền chị nơi đây.[57]
- Ngoài ra, du khách sau khi thưởng thức quan họ có thể đi thăm một số ngôi nhà cổ của nhân dân trong làng để thấy hiểu thêm con người và cuộc sống của một làng quê đặc trưng ở vùng đồng bằng sông Hồng. Thời điểm đó, từ người già đến trẻ nhỏ ở làng Tam Tảo đã quá quen thuộc với những vị khách tây cao to, lưng đeo ba lô, tay cầm máy ảnh dạo bộ trong làng. Du khách đến với Tam Tảo có rất nhiều du khách quốc tế đến từ một số nước phương Tây như Cộng hòa Pháp, Vương quốc Bỉ, Thụy Sĩ, Cuba, Hoa Kỳ, Canada,...[57][58]
- Trong thập niên 2000, hoạt động du lịch tại Tam Tảo vẫn rất nhộn nhịp nhưng khoảng từ năm 2010 số lượng đoàn khách dần trở nên ít ỏi và thưa thớt so với trước đây. Hiện nay, du lịch Tam Tảo không còn là điểm nổi bật so với trước.

## Lãnh đạo xã

### Giai đoạn 2015 – 2020
- Bí thư Đảng uỷ: Ngô Thị Hân
- Chủ tịch HĐND: Ngô Thị Hân
- Chủ tịch UBND: Nguyễn Văn Thắng (từ 2010)

### Nguyên lãnh đạo xã qua các thời kỳ
- Bí thư Đảng uỷ:

2010 – 2015: Nguyễn Hữu Thi
- Chủ tịch HĐND:

2010 – 2015: Nguyễn Hữu Thi
- Chủ tịch UBND:

2001 – 2010: Nguyễn Tiến Văn

## Tương lai

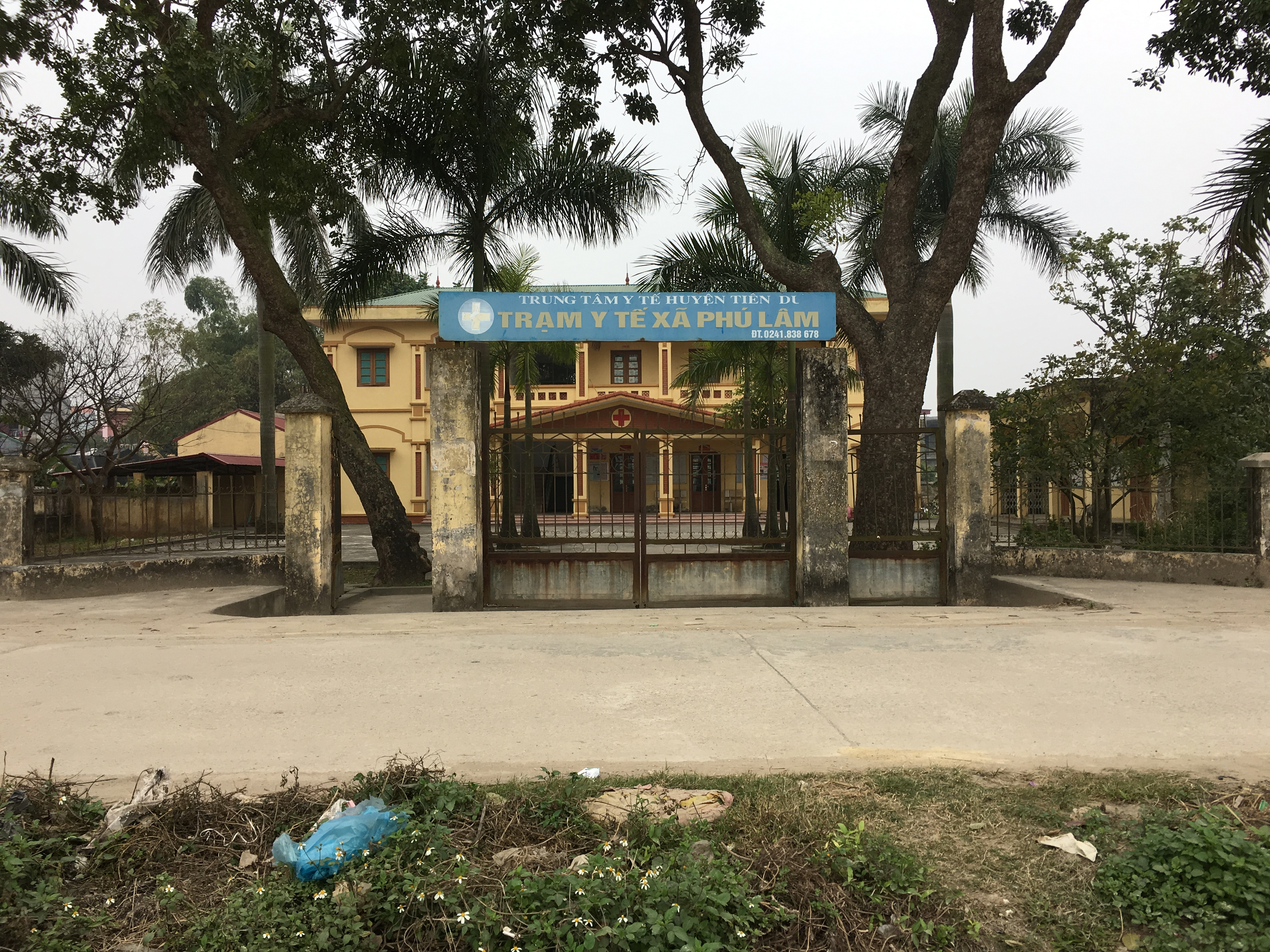
Trạm y tế xã Phú Lâm có trụ sở đặt tại thôn Đông Phù.

- Quy hoạch phân khu khu vực Phú Lâm đã được Sở Xây dựng tỉnh trình tại phiên họp thường kỳ UBND tỉnh tháng 4 năm 2016.

Theo đồ án quy hoạch chung Đô thị Bắc Ninh, khu vực này được xác định là khu vực bảo tồn tự nhiên và cảnh quan sinh thái nông nghiệp, góp phần thúc đẩy kinh tế văn hóa – du lịch cho toàn Bắc Ninh, tạo sự cân bằng sinh thái đô thị nông thôn thông qua phát huy và hoàn thiện mô hình phát triển nông thôn trong đô thị - đô thị trong nông thôn.
Phân khu Phú Lâm có tổng diện tích hơn 1.067 ha, dân số tối đa không quá 21.000 người, vị trí ranh giới phía Bắc, Đông, Tây Bắc giáp sông Ngũ Huyện Khê; phía Nam giáp xã Tam Sơn, Tương Giang và khu Bắc thị trấn Lim.
Về các chỉ tiêu kinh tế kỹ thuật cơ bản đến năm 2020: đất khu dân dụng từ 90 – 110 m²/người; mật độ đường phố chính từ 4 – 6 km/km²; cấp nước sinh hoạt 150 liter/người/ngày; cấp điện sinh hoạt 500 kWh/người/năm; số thuê bao điện thoại cố định đạt 30 máy/100 dân; tỷ lệ thu gom, xử lý chất thải rắn đạt 100 %...
Mục tiêu quy hoạch nhằm đưa ra các giải pháp quy hoạch tổng thể và cụ thể nhằm bảo tồn và phát huy giá trị của khu vực trên các khía cạnh kinh tế nông nghiệp đô thị và du lịch, bảo tồn sinh thái tự nhiên và cải tạo các làng nghề truyền thống trở thành các khu dân cư nông nghiệp có tiêu chuẩn tương đương đô thị, cải thiện cảnh quan thiên nghiên nông nghiệp hấp dẫn đa dạng... biến Phú Lâm trở thành một không gian kiểu mẫu về nông nghiệp đô thị kết hợp du lịch.
- Ngày 12 tháng 7 năm 2018, Phó Chủ tịch UBND tỉnh Ngyễn Tiến Nhường ký ban hành Quyết định số 1131/QĐ-UBND về việc Phê duyệt nhiệm vụ quy hoạch phân khu tỷ lệ 1/2000 Khu đô thị, du lịch, sinh thái, văn hóa, nghỉ dưỡng, vui chơi giải trí trên địa bàn huyện Tiên Du và thị xã Từ Sơn, tỉnh Bắc Ninh.

Phạm vi lập quy hoach nằm trên địa bàn các xã, thị trấn: Tương Giang, Tam Sơn thuộc thị xã Từ Sơn (nay là phường Tương Giang, Tam Sơn thuộc thành phố Từ Sơn); Lim, Nội Duệ, Phú Lâm thuộc huyện Tiên Du
Quy mô quy hoạch: diện tích lập quy hoạch khoảng 1.400 ha trên phạm vi nghiên cứu khoảng 1.600 ha; dân số dự kiến khoảng 80.000 người, bao gồm dân số hiện trạng khu vực các xã Phú Lâm, Nội Duệ, Tương Giang, Tam Sơn và thị trấn Lim.
Tính chất là khu du lịch văn hóa, sinh thái, văn hóa, nghỉ dưỡng, vui chơi, giải trí của nhân dân; góp phần phát triển kinh tế - xã hội cũng như lưu giữ và quảng bá hình ảnh của tỉnh Bắc Ninh; là khu đô thị mới hiện đại, đô thị thông minh, khu ở với đầy đủ các dịch vụ tiện ích, thân thiện với thiên nhiên, đồng bộ về hệ thống hạ tầng kỹ thuật và hạ tầng xã hội; là khu trung tâm thể dục thể thao cấp đô thị, đáp ứng nhu cầu thể thao của nhân dân.

### Báo điện tử
- "Cảnh báo từ vụ 2 học sinh chết đuối ở Phú Lâm". Báo điện tử Bắc Ninh. ngày 9 tháng 7 năm 2007. Bản gốc lưu trữ ngày 1 tháng 3 năm 2014. Truy cập ngày 11 tháng 12 năm 2013.
- "Quần chúng xã Phú Lâm bắt cướp". Công an tỉnh Bắc Ninh. ngày 27 tháng 10 năm 2008. Lưu trữ bản gốc ngày 1 tháng 3 năm 2014. Truy cập ngày 11 tháng 12 năm 2013.
- "Đoàn ngoại giao giao lưu, tìm hiểu văn hoá Quan họ Bắc Ninh". Báo điện tử Bắc Ninh. ngày 6 tháng 5 năm 2009. Bản gốc lưu trữ ngày 1 tháng 3 năm 2014. Truy cập ngày 11 tháng 12 năm 2013.
- "Đội thanh niên tình nguyện bảo vệ môi trường Tam Tảo". Báo điện tử Bắc Ninh. ngày 27 tháng 6 năm 2011. Bản gốc lưu trữ ngày 1 tháng 3 năm 2014. Truy cập ngày 11 tháng 12 năm 2013.
- "Cụm công nghiệp Phú Lâm - Hiệu quả và những vấn đề đặt ra". Báo điện tử Bắc Ninh. ngày 24 tháng 11 năm 2011. Bản gốc lưu trữ ngày 1 tháng 3 năm 2014. Truy cập ngày 11 tháng 12 năm 2013.
- "Khóc, cười cùng cây cảnh". Báo điện tử Bắc Ninh. ngày 18 tháng 6 năm 2012. Bản gốc lưu trữ ngày 1 tháng 3 năm 2014. Truy cập ngày 11 tháng 12 năm 2013.
- "Tiếp tục khẳng định hiệu quả chuyển đổi cơ cấu giống lúa". Báo điện tử Bắc Ninh. ngày 28 tháng 6 năm 2012. Bản gốc lưu trữ ngày 1 tháng 3 năm 2014. Truy cập ngày 11 tháng 12 năm 2013.
- "Thư viện làng Tam Tảo". Báo điện tử Bắc Ninh. ngày 25 tháng 7 năm 2013. Bản gốc lưu trữ ngày 1 tháng 3 năm 2014. Truy cập ngày 11 tháng 12 năm 2013.
- "Điều tra ngộ độc thực phẩm tại Bắc Ninh". Cục An toàn thực phẩm, Bộ Y tế. ngày 3 tháng 9 năm 2013. Lưu trữ bản gốc ngày 1 tháng 3 năm 2014. Truy cập ngày 11 tháng 12 năm 2013.
- "Điều tra vụ ngộ độc thực phẩm tại Bắc Ninh làm 27 người nhập viện". Báo Hànộimới, Thành ủy Hà Nội. ngày 4 tháng 9 năm 2013. Lưu trữ bản gốc ngày 1 tháng 3 năm 2014. Truy cập ngày 11 tháng 12 năm 2013.
- "Bàn giao dự án "Thắp sáng đường quê" tại huyện Tiên Du (Bắc Ninh)". Báo điện tử Đảng Cộng sản Việt Nam. ngày 17 tháng 11 năm 2013. Lưu trữ bản gốc ngày 1 tháng 3 năm 2014. Truy cập ngày 11 tháng 12 năm 2013.
- "Bắc Ninh: Chùa Hưng Phúc, xã Phú Lâm, huyện Tiên Du tổ chức lễ Hằng thuận". Phật giáo Việt Nam. ngày 13 tháng 12 năm 2013. Bản gốc lưu trữ ngày 1 tháng 3 năm 2014. Truy cập ngày 24 tháng 1 năm 2014.
- "Bắc Ninh: Xây dựng nhà máy xử lý rác thải giữa khu dân cư, chính quyền có vô cảm?". Tạp chí điện tử Pháp Lý, cơ quan ngôn luận của Hội Luật gia Việt Nam. ngày 4 tháng 11 năm 2013. Lưu trữ bản gốc ngày 1 tháng 3 năm 2014. Truy cập ngày 11 tháng 12 năm 2013.
- "Nghìn người vây trụ sở, giam lỏng chủ tịch xã". VnExpress. ngày 18 tháng 1 năm 2014. Lưu trữ bản gốc ngày 29 tháng 12 năm 2018. Truy cập ngày 24 tháng 1 năm 2014.
- "Bắc Ninh: Chủ tịch xã bị vây ráp được giải cứu nhờ... lãnh đạo huyện". Báo điện tử Dân trí. ngày 19 tháng 1 năm 2014. Lưu trữ bản gốc ngày 13 tháng 4 năm 2016. Truy cập ngày 24 tháng 1 năm 2014.
- "Mẹ tử hình, con chung thân vì mua bán ma túy". Cổng thông tin điện tử Tòa án nhân dân tối cao. ngày 15 tháng 3 năm 2014. Lưu trữ bản gốc ngày 29 tháng 12 năm 2018. Truy cập ngày 7 tháng 11 năm 2014.
- "Chùa Phúc Lâm - Tiên Du - Bắc Ninh". Diễn đàn thanhthan.vn. ngày 24 tháng 11 năm 2016. Bản gốc lưu trữ ngày 27 tháng 1 năm 2019. Truy cập ngày 19 tháng 12 năm 2018.

### YouTube
- Flycam làng Tam Tảo 2017 trên YouTube
- Flycam làng Tam Tảo 2018 trên YouTube
- Hội làng Tam Tảo 2010 trên YouTube
- Rước hội làng Tam Tảo 2017 (đoạn qua xóm Chùa) trên YouTube
- Rước hội làng Tam Tảo 2017 (đoạn chùa Phúc Lâm) trên YouTube
- Rước hội làng Tam Tảo 2017 (đoạn về đình Tam Tảo) trên YouTube
- Rước hội làng Giới Tế 2017 trên YouTube
- Làng hoa cây cảnh Giới Tế vào Tết trên YouTube